# فهرست سفیران ایران در کنیا
از تاریخ ۱۲ آبان ماه ۱۳۵۰ بین ایران و کنیا روابط سیاسی برقرار گردید

## در شاهنشاهی پهلوی
- انوشیروان کاظمی از دی ۱۳۵۱ تا اسفند ۱۳۵۴
- محمدعلی معزی، کاردار موقت از اسفند ۱۳۵۴ تا فروردین  ۱۳۵۶
- احمدتوکلی، سفیر از فروردین ۱۳۵۶  تا اسفند ۱۳۵۶ (در اواخر سال ۱۳۵۶ به پاس تشکر از کمک های پادشاهی ایران به مردم کنیا، از وی تقدیر شد)
- فریدون دماوندی یا (عباس میدانی)، کاردار موقت از اسفند ۱۳۵۶ تااسفند ۱۳۶۰

## در دوره جمهوری اسلامی
؟
- سید محمدکاظم حسنی طباطبایی  ۱۳۷۵ تا ۱۳۷۹ [۱]
- احمد سراج زاده  ۱۳۷۹ تا ۱۳۸۴
- مهندس حمید مُعیّر   ۱۳۸۴ تا ۱۳۸۷
- سید علی شریفی ۱۳۸۷ تا ۱۳۸۹
- حسین خوشامدی ۱۳۸۹ تا ۱۳۹۰
- ملک حسین گیوزاد ۱۳۹۰ تا ۱۳۹۴
- هادی فرج‌وند ۱۳۹۴ تا ۱۳۹۸
- جعفر برمکی ۱۳۹۸ تا ۱۴۰۲
- دکتر علی غلامپور[۲] ۱۴۰۲ تا اکنون